# Julio César Humada
Julio César Humada (Apóstoles, 7 de febrero de 1936-Posadas, 19 de mayo de 2015) fue un político y médico argentino, que ocupó el cargo de Gobernador de Misiones entre 1987 y 1991. Fue el primer gobernador misionero en completar su mandato constitucional.

## Biografía
Fue hijo del matrimonio de Adela Riego y Raúl Humada Ramella, este último, fue un reconocido médico dirigente del Partido Justicialista (PJ) en Apóstoles. Egresó como médico en la Universidad de Buenos Aires (UBA), y desempeñó su profesión en su ciudad natal; paralelamente a su actividad se inició en la militancia dentro del PJ de la mano de su padre.
En 1973 fue designado Ministro de Asuntos Sociales, Salud Pública y Educación de la provincia, permaneciendo en el cargo hasta la intervención federal de Misiones en enero de 1975, entre las gestiones de Juan Manuel Irrazábal y Luis Ángel Ripoll. Dentro del Partido Justicialista de Misiones, presentó una nueva línea interna, Afirmación Peronista, con la que pretendió competir contra el líder del partido, Miguel Ángel Alterach, en marzo de 1974, sin embargo, el inicio de la dictadura autodenominada Proceso de Reorganización Nacional motivó la suspensión de las internas partidarias.
Fue elegido gobernador, asumiendo el 10 de diciembre de 1987. Durante su gestión como gobernador se crearon la Dirección de Turismo Social, la Dirección General de Publicaciones del Estado, el Fondo del Programa Previsional, la Dirección de Asuntos Guaraníes; inauguró la Represa de Urugua-í en 1990. Dio su apoyo a la candidatura de Ramón Puerta en las internas justicialistas, también de Afirmación Peronista, quien lo sucedería como gobernador en 1991.  Durante su gobierno la superficie destinada a los cultivos  de yerba mate aumentó en 45 mil hectáreas, legando a una producción récord de 255 mil toneladas de yerba mate canchada. Se construyeron 127 escuelas 80 de ellas rurales y se doto de agua potable al 68 por ciento del territorio provincial, frente al 43 por ciento de 4 años antes. Además se llevaron a cabo proyectos de fomento de la producción rural y la inversión en caminos rurales pavimentados alcanzó el récord provincial.
Con el triunfo de Puerta, es electo diputado provincial, desempeñándose como Presidente de la Cámara de Diputados, renunció en 1992. Fue elegido senador nacional en 1992 por su provincia, desempeñando en el cargo hasta 2001. En los años 90, además, fue presidente del PJ provincial. En 2011 fue candidato, nuevamente, a Senador Nacional por el Peronismo Federal.

## Fallecimiento
Humada falleció en la madrugada del 19 de mayo de 2015, producto de una larga afección pulmonar. El hecho ocurrió alrededor de las 4 de la mañana en un sanatorio de la Ciudad de Posadas en el que se encontraba internado.
Sus restos fueron velados hasta las 10 de la mañana en la Casa de Gobierno y después se inició el cortejo fúnebre que pasó por su casa, la sede del partido Justicialista local, que él mismo mandó a construir cuando lo presidía, sobre la avenida López y Planes. Sus restos fueron enterrados en el cementerio Tierra de Paz. El gobernador Maurice Closs decretó tres días de duelo y ordenó que las banderas sean izadas a media asta.